# 瑪格達列娜·希比拉 (什勒斯維希-霍爾斯坦-戈托普)
瑪格達列娜·希比拉（德語：Magdalena Sibylla，1631年—1719年），梅克倫堡-居斯特羅公爵夫人，霍爾斯坦-戈托普公爵腓特烈三世的女兒，英國維多利亞女王是其女克莉絲汀的後代子孫。

## 家庭
1654年，瑪格達列娜·希比拉與古斯塔夫·阿道夫結婚，兩人共有2子9女：
1. 約翰（1655年—1660年），夭折
2. 艾蕾諾爾（1657年—1672年），早逝
3. 瑪麗（法语：Marie de Mecklembourg-Güstrow）（1659年—1701年）
4. 瑪格達琳（1660年—1702年）
5. 索菲（1662年—1738年）
6. 克莉絲汀（1663年—1749年）
7. 卡爾（英语：Charles of Mecklenburg-Güstrow）（1664年—1688年）
8. 海德薇希（英语：Hedwig of Mecklenburg-Güstrow）（1666年—1735年）
9. 路易絲（1667年—1721年）
10. 伊莉莎白（英语：Elisabeth of Mecklenburg-Güstrow）（1668年—1738年）
11. 奧古斯塔（德语：Auguste zu Mecklenburg）（1674年—1756年）